# Ballaghaderreen
Ballaghaderreen (Bealach an Doirín em irlandês) é uma vila do Condado de Roscommon,  República da Irlanda. Está localizada na rodovia N5 entre Frenchpark e Charlestown. O nome em irlandês significa 'O caminho (Bealach) do pequeno carvalho (Doirín)'.
A catedral de Ballaghaderreen, projetada por Hadfield e Goldie, foi construida entre 1855 e 1860.
A cidade de Ballaghaderreen, embora ataualmente esteja situada no condado de Roscommon, estava originalmente localizada no Condado de Mayo ( Maigh Eo ).